# اولدزموبیل آچیوا
اولدزموبیل آچیوا (Oldsmobile Achieva) خودرویی است که در سال‌های ۱۹۹۲ تا ۱۹۹۸ در لنسینگ و ایالات متحده آمریکا تولید شده‌است. طراحی آن موتور جلو-محور جلو بوده‌است. سیستم جعبه‌دندهٔ آن ۴ دنده به دو صورت خودکار و دستی است.